# Cerimónia de encerramento dos Jogos Olímpicos de Verão da Juventude de 2014
A Cerimónia de encerramento dos Jogos Olímpicos de Verão da Juventude de 2014 começou às 20:00 (hora padrão chinesa, UTC+8) de 28 de Agosto de 2014 em Nanquim, China. Realizou-se no Estádio Olímpico de Nanquim. Iniciou-se com uma saudação aos atletas pelo presidente do Comité Olímpico Internacional, Thomas Bach, e pelo líder da República Popular da China, momento breve seguido do tradicional desfile das bandeiras das delegações participantes, com abertura da Grécia e encerramento dos anfitriões, China. Estiveram envolvidos 2.000 artistas trajando 28 fantasias diferentes, 2.000 adereços e 3.800 atletas de 201 Comitês Olímpicos Nacionais. Os ensaios duraram quatro meses.

## A Cerimônia

### Parte "formal"
A cerimônia iniciou-se às 20:00 locais (UTC+8), com a saudação aos atletas pelo Presidente do COI, Thomas Bach e o Presidente da China, Xi Jinping. Seguiu-se o tradicional desfile das bandeiras, e depois a distribuição de bouquets de flores aos seis representantes dos voluntários, sob o tema Inspirar Três Gerações. Aqui, jovens atletas que se destacaram ofereceram as flores aos representantes dos voluntários, enquanto os anfitriões contavam histórias dos mesmos. Depois deste momento, decorreram os tradicionais discursos de encerramento, por parte de Xi Jinping, Presidente da China, e Thomas Bach. O dirigente do COI declarou os Jogos da Juventude de 2014 encerrados, apelando à reunião quatro anos depois. Começou depois a tocar o Hino Olímpico, ao mesmo tempo que a Bandeira Olímpica descia do mastro. Foi a cerimônia de entrega da bandeira à próxima cidade-sede, Buenos Aires, e depois foi projectado um vídeo promocional sobre as Olimpíadas da Juventude de 2018, após o que foi hasteada a bandeira da Argentina.

### Parte de actuações
A parte das actuações começou com o segmento City of Youth (Cidade da Juventude), numa clara alusão a Nanquim cujas letras apareceram num ecrã gigante sobre o relvado, assumindo depois o 'N' inicial a representação de porta da cidade colocando-se de pé. Em Good Wishes for Tomorrow (Bons Desejos para Amanhã), foi representada a tecnologia com recurso a tablets, bem como a vontade dos jovens atletas em ficarem com a música Tomorrow (Amanhã). A crença num novo encontro e num bom futuro foi representada através da música I believe (Eu acredito). Nas actuações houve ginástica rítmica, acrobacias e bibicleta de montanha, tudo pensado para sublinhar a força da juventude. Houve também a mostra da vitalidade dos jovens e dos desportos radicais, chamados desportos do futuro.
No segmento Happy Family (Família Feliz) homenageou-se a cultura/arquitectura local, mais concretamente o Templo de Confúcio, e um grupo de dançarinos esteve no palco representando Lampiões Lótus a deslizar no palco remetendo para outro dos elementos locais, neste caso geográfico - o Rio Yangtze. Depois da actuação de mais uma música, começou o segmento Cherished Dream (Sonho Acalentado). Entraram cinco faixas de seda com as cores Olimpícas, com um acrobata suspenso sobre cada uma.
Teve então início uma actuação de dançarinos dos cinco continentes, e foi igualmente representada a música de cada um dos continentes (Carnival Across the Five Continents - Carnaval ao redor dos Cinco Continentes). A América do Sul - que em 2018 sedia os Jogos Olímpicos da Juventude em Buenos Aires, esteve naturalmente representada. Foram novamente homenageados os voluntários com a interpretação da música Chinese Card por jovens voluntários, que envia uma mensagem de Loving Heart (Coração Amoroso) - título do segmento.
Perto do fim, iniciou-se o segmento Extinguishing the Flame, com a música Youthful Memories a tocar a levar aos procedimentos para apagar a Chama Olímpica. Duas raparigas chinesas a tiraram uma selfie com a Chama no pano de fundo antes desta se começar a extinguir gradualmente. A conclusão foi com o segmento Carnival of Youth (Carnaval dos Jovens), com a interpretação da música Light up the Future (Alumia o Futuro) por jovens a cantar para jovens com muitos sonhos para o futuro.